# InnogyGO!

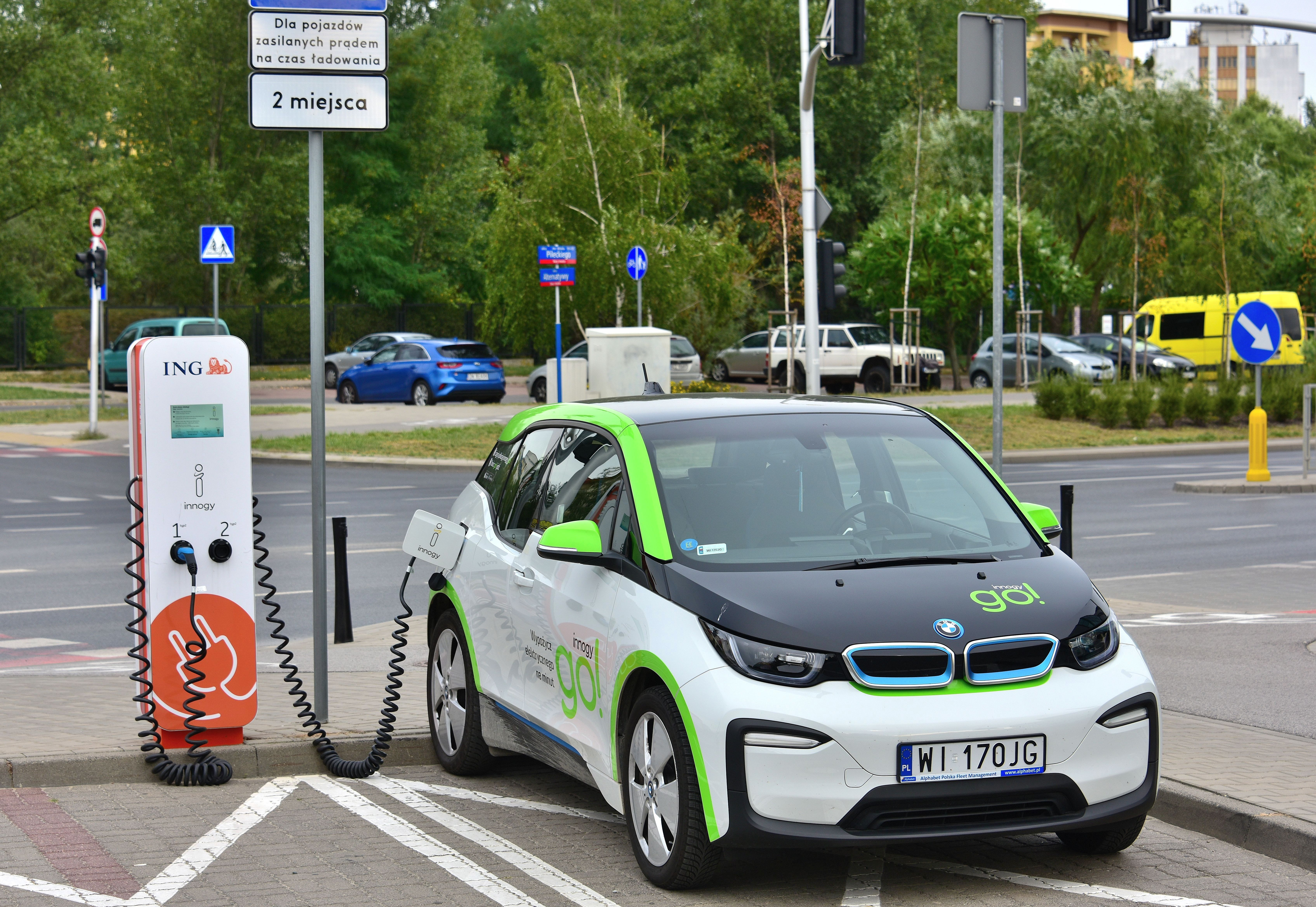
Ładowanie samochodu elektrycznego InnogyGO! przy ul. rtm. W. Pileckiego w Warszawie

InnogyGO! – istniejący w latach 2019—2021, największy system car-sharing w Polsce, oferujący wyłącznie samochody elektryczne na terenie Warszawy; Działający również od września 2020 w Zakopanem.

## Historia
Usługa InnogyGO! została uruchomiona przez spółkę energetyczną Innogy Polska 3 kwietnia 2019 w Warszawie. Docelowo planowano udostępnić 500 samochodów elektrycznych marki BMW. Samochody udostępniono w systemie otwartym, tzw. free-floating, gdzie samochody mogą rozpoczynać i kończyć wynajem w dowolnym, publicznym miejscu parkingowym w strefie wyznaczonej przez operatora usługi. Samochody usługi InnogyGO! jako pojazdy elektryczne, na mocy Ustawy o Elektromobilności mogą poruszać się bus-pasami oraz parkować bezpłatnie w publicznych, płatnych strefach parkowania miejskiego. Dostęp do usługi umożliwia aplikacja mobilna InnogyGO! dostępna w systemach Android i iOS.
Od początku działalności do jej zakończenia, InnogyGO! była największą w Polsce usługą car-sharingu w pełni opartą na samochodach elektrycznych.
W październiku 2020 roku usługa InnogyGO!, decyzją nowego właściciela Innogy – niemieckiej spółki energetycznej E.ON została wystawiona na sprzedaż. W lutym 2021 operator systemu poinformował, że w związku z pandemią COVID-19, a także w związku wysokimi kosztami utrzymania floty samochodów elektrycznych BMW, usługa będzie działać w Warszawie do 15 marca 2021. Ostatecznie InnogyGO! zakończyło swoją działalność w nocy z 15 na 16 marca 2021.

## Pojazdy
InnogyGO! oferowało w swojej usłudze około 350 samochodów BMW i3. W kwietniu 2020 roku dodano do usługi 3 egzemplarze Jaguar I-Pace.